# Oxalis urbaniana
Oxalis urbaniana är en harsyreväxtart som beskrevs av Schlechter. Oxalis urbaniana ingår i släktet oxalisar, och familjen harsyreväxter. Inga underarter finns listade i Catalogue of Life.